# Fate Unknown
Fate Unknown – polski metalowy zespół pochodzący z Kędzierzyna-Koźla, założony w 2000 roku. Prócz koncertów krajowych występowali na koncertach Spirit of Summer Festival (Niemcy), Boundless Festival (Niemcy), i Dratofest (Czechy). W 2003 roku Fate Unknown wystąpił w programie Zbigniewa Hołdysa Hołdys Guru Ltd. w MTV. Po wydaniu Advent EP w 2005 roku rozpoczęli współpracę z wytwórnią Equilibrecords, która najpierw umieściła na składance pt. „Will Rock Your Mind Up” dwa utwory FU – Suscitatio ver.2 oraz Passing Away. Następnie obie strony podpisały kontrakt czego wynikiem było nagranie pierwszego oficjalnego wydawnictwa pt. Something Now (2007). Do utworu Varicella Mentis powstał clip nakręcony przez Marcina „Shary” Szarańca, który zajmował się m.in. teledyskami Frontside. Na przełomie 2008 i 2009 roku z zespołu odszedł Piotr Kościuk, który przeniósł się do Gdyni, by kontynuować studia informatyczne. Po pewnym czasie z Fate Unknown odszedł również współzałożyciel zespołu, Szymon [d'] Danis, żeby skupić się na swoich kilku projektach muzycznych (m.in. CO.IN. i Bipolar Bears). Jego miejsce zajął Przemysław Kostarczyk, który wcześniej był technicznym i akustykiem zespołu. Następnie z FU odchodzi Maciej Dymus, a jego pozycję zajmuje Lech Wehyński, który wspierał zespół swoją grą w 2002 roku. Obecnie muzycy koncentrują się na nowym materiale w nowym składzie.

## Członkowie zespołu

### Obecny skład zespołu
- Przemysław Kostarczyk – wokal
- Jarosław Łabaj – wokal
- Maciej Budner – gitara, wokal
- Lech Wehyński – gitara
- Tomasz Bielański – gitara basowa
- Jarosław Łapczyński – perkusja

### Byli członkowie zespołu
- Piotr Kościuk – gitara (2004 – 2008)
- Szymon Danis – wokal, syntezator, sample, elektronika (2000 – 2001, 2003 – 2008)
- Łukasz Jeziorski – gitara basowa (2000 – 2005)
- Jakub Rucki – wokal (2005 – 2006)
- Krzysztof Zagajny – gitara (2001 – 2004)
- Marek Kuleszyński – bębny (2000 – 2002)
- Ewa Zapolna – wokal (2000)
- Maciej Dymus – gitara (2007 – 2009)
- Adam Sitkowski – perkusja (2002 – 2010)

## Dyskografia
Albumy studyjne
- Something Now (2007)
- Pure Organic (2011)

EP
- Advent EP (2004)

Dema
- Saddemo (2002)
- Nothing Now (2003)

## AlbumSomething Now
Something Now – pierwszy album studyjny grupy muzycznej.
Lista utworów
1. „Varicella Mentis” – 4:34
2. „Frown” – 4:58
3. „Memento” – 4:28
4. „Schopenhauer” – 5:38
5. „Suscitatio” – 5:29
6. „Nothing Now” – 4:06
7. „Confiteor (version)” – 3:36
8. „Passing Away” – 4:21
9. „Of a Little Man” – 4:19
10. „Sweet Friend” – 4:42
11. „When Time Comes” – 5:39
12. „Boys Interrupted” – 4:59